# Tripelconcerto (Beethoven)
Het Concert(o) voor viool, cello en piano in C majeur, Op. 56, staat bekend als Beethovens Tripelconcerto (in Vlaanderen) of Tripelconcert (in Nederland). Het werk is in 1803 gecomponeerd door Ludwig van Beethoven en in 1804 gepubliceerd bij Breitkopf & Härtel. De keuze voor drie solo-instrumenten maakt dit het enige concerto dat Beethoven ooit geschreven heeft voor meer dan één solo-instrument. Een uitvoering duurt 35 à 40 minuten.
Anton Schindler, biograaf van Beethoven, beweerde dat het tripelconcerto geschreven is voor de koninklijke leerling van Beethoven: de aartshertog Rudolf von Habsburg-Lotharingen. De aartshertog, later een volwaardige pianist en componist, werd door Beethoven onderricht en was nog maar in zijn tienerjaren. Het lijkt aannemelijk dat Beethovens strategie was om een opzichtig maar relatief gemakkelijk pianowerk te schrijven, dat geflankeerd werd door twee meer ervaren, volwassen solisten. De eisen die aan de pianist worden gesteld, zijn niet te vergelijken met die van Beethovens korte tijd later ontstane Vierde pianoconcert in G majeur, op. 58.
   
Er is geen verslag waaruit blijkt dat Rudolf het werk ooit heeft uitgevoerd. De 'openbare' première vond plaats in de zomer van 1808 in het paleis "Augarten" in Wenen. Toen het gepubliceerd werd, droeg het een opdracht voor Franz Joseph Maximilian von Lobkowitz. 

## Delen
Het concerto is verdeeld in drie delen:
1. Allegro
2. Largo (attacca)
3. Rondo alla polacca

Het eerste deel bestaat uit brede toonladders die in een matig marstempo gegoten zijn. Het omvat zowel decoratieve solopassages als ontspannen herhalingen, variaties en uitbreidingen van diverse thema's. Het gemeenschappelijke kenmerk is een gestippeld ritme (kort-lang, kort-lang) dat een sfeer van elegantie en pracht en praal veroorzaakt. In dit deel, net zoals in de andere delen, begint de cello met het eerste thema. Ongewoon voor een werk van deze omvang begint het eerste deel rustig met een geleidelijk crescendo tot de expositie, met het hoofdthema dat later geïntroduceerd wordt door de solisten. Een andere bijzondere eigenschap is de expositie die moduleert naar a mineur in plaats van naar de verwachte G majeur.
Het trage deel in As majeur, is een grootschalige introductie naar de finale, die volgt zonder pauze. De cello en viool verzorgen het melodische gedeelte terwijl de piano discreet begeleidt.
Dramatisch herhaalde noten brengen het stuk in het derde deel, dat een polonaise is, een embleem van aristocratische mode in de napoleontische tijd, dat dus overeenstemt met het "beleefde entertainment" dat heel dit concerto kenmerkt. Het bolero-ritme, dat ook kenmerkend is voor een polonaise, is te horen in het centrale kleine deel van het laatste deel. 
Bijkomstig bij de viool, cello en de piano solist, is het concerto geschreven voor 1 fluit, 2 hobo's, 2 klarinetten, 2 fagotten, 2 hoorns, 2 trompetten, pauken en strijkers.

## Opnames
Bekende opnames van het tripelconcerto zijn onder andere:
- David Oistrach, Sviatoslav Knushevitsky en Lev Oborin, o.l.v. Sir Malcolm Sargent, Philharmonia Orchestra, 1958
- David Oistrach, Mstislav Rostropovitsj en Svjatoslav Richter, o.l.v. Herbert von Karajan, Berliner Philharmoniker, 1969
- Isaac Stern, Leonard Rose en Eugene Istomin, o.l.v. Eugene Ormandy, Philadelphia Orchestra, 1964
- Beaux Arts Trio, London Philharmonic Orchestra, o.l.v. Bernard Haitink, 1977
- Beaux Arts Trio, Gewandhausorchester Leipzig o.l.v. Kurt Masur, 1994